# Aleurodicus indicus
Aleurodicus indicus là một loài côn trùng cánh nửa trong họ Aleyrodidae, phân họ Aleurodicinae.
Aleurodicus indicus được Regu & David miêu tả khoa học đầu tiên năm 1992.